# Eduard Fontbona i Bagaria
Eduard Fontbona i Bagaria (Barcelona, 14 de febrer de 1977) és un compositor i pianista català. Format amb Conxita Agustí Badia, i amb Carlota Garriga a l'Acadèmia Marshall de Barcelona, i també al Conservatori Superior Municipal de Música de Barcelona. Ha rebut classes personals de Joaquim Nin-Culmell, i consells d'Alícia de Larrocha. Ha compost música per a piano sol que ha reunit en tres cd: La nit dels orígens (Ars Harmonica, 2008), Sons de l'hivernacle (Picap, 2010) i Piano Ardent (Picap, 2016). La seva música participa amb personalitat de la tradició pianística d'Erik Satie o Frederic Mompou, passada tanmateix per la influència de compositors menys acadèmics com Keith Jarrett, Chick Corea o Brad Mehldau. Composicions seves han estat traduïdes a imatge en videoclips per Joan Dalmau, Clara Vallvé & Núria Baldrich, Isaac Niemand, o Macià Florit. La seva activitat concertística no és prioritària en ell, però s'ha dedicat també a exhumar peces de teclat de compositors catalans del segle xviii (Narcís Casanoves, Pau Marsal, Benet Brell, Josep Nonó o Josep Gallés) i a la interpretació d'altres ja ben coneguts, com el Pare Antoni Soler. Col·labora amb El Temps de les Arts.

## Discografia
- La nit dels orígens (Ars Harmonica, 2008)
- Sons de l'hivernacle (Picap, 2010)
- 12 Sonates Catalanes (Columna Música, 2012)[4]
- Catalan piano sonatas (Picap, 2015)
- Piano Ardent (Picap, 2016)
- Catalan Sonatas: Rhodes Piano (Ars Harmonica, 2020)
- Harpsichord Sonatas from Catalonia - Vol. IV (La mà de Guido, 2022)